# Berglicht

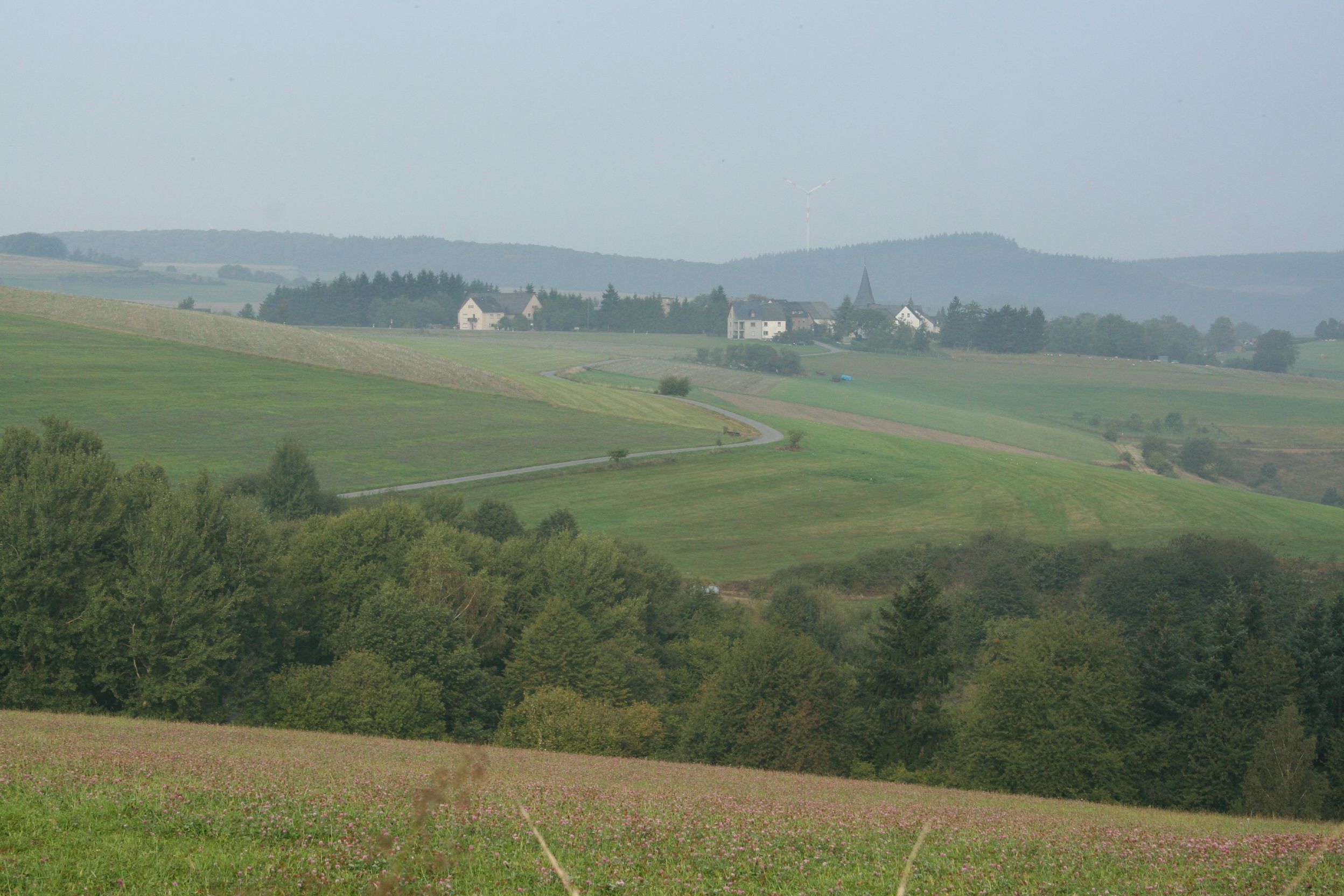
Berglicht

Berglicht ist eine Ortsgemeinde im Hunsrück im Landkreis Bernkastel-Wittlich in Rheinland-Pfalz. Sie gehört der Verbandsgemeinde Thalfang am Erbeskopf an.

## Geographie
Berglicht liegt vier Kilometer nordwestlich von Thalfang und sechs Kilometer südöstlich der Mosel. Die Ortschaft erstreckt sich auf beiden Seiten eines Engtals am Zusammenfluss von Brucher Bach und Mohrbach zum Lichter Bach, sie umfasst Höhenlagen zwischen 350 m ü. NHN und 400 m ü. NHN. Naturräumlich lässt sich das zu etwa gleichen Teilen bewaldete und landwirtschaftlich genutzte Gemeindegebiet der Hermeskeiler Mulde auf der Mittleren Hunsrückhochfläche zuordnen. Am Ostrand der Ortschaft verläuft die Landesstraße 155 (Neumagen-Dhron–Thalfang).
Berglicht grenzt im Uhrzeigersinn an die Ortsgemeinden Horath, Gräfendhron, Gielert, Thalfang, Talling, Schönberg und Heidenburg.

## Geschichte
Die erste urkundliche Erwähnung stammt aus dem Jahre 1228. Ursprünglich bestand der Ort aus den Teilen Berg (am Hangrücken) und Licht (am Lichterbach). Die Kirche in Berg besaß im Mittelalter eigene Gerichtsbarkeit und war Mutterkirche für viele Pfarreien im heutigen Dekanat Morbach. Die jahrhundertelange Herrschaft der Grafen von Hunolstein endete schließlich durch die Französische Revolution um 1800. Nach dem Ende der französischen Herrschaft kam der Ort 1815 zum Königreich Preußen. Seit 1946 ist der Ort Teil des damals neu gebildeten Landes Rheinland-Pfalz. Bis zur kommunalen rheinland-pfälzischen Verwaltungsreform von 1969 gehörte der Ort zum Landkreis Bernkastel.
Bevölkerungsentwicklung
Die Entwicklung der Einwohnerzahl von Berglicht, die Werte von 1871 bis 1987 beruhen auf Volkszählungen:
| Jahr | Einwohner |
| 1815 | 318       |
| 1835 | 427       |
| 1871 | 464       |
| 1905 | 431       |
| 1939 | 517       |
| 1950 | 495       |

| Jahr | Einwohner |
| 1961 | 535       |
| 1970 | 534       |
| 1987 | 506       |
| 1997 | 542       |
| 2005 | 503       |
| 2023 | 472       |

## Politik

### Gemeinderat
Der Gemeinderat in Berglicht besteht aus acht Ratsmitgliedern, die bei der Kommunalwahl am 9. Juni 2024 in einer Mehrheitswahl gewählt wurden, und dem ehrenamtlichen Ortsbürgermeister als Vorsitzendem.

### Bürgermeister
Michael Reusch wurde am 14. Oktober 2019 Ortsbürgermeister von Berglicht, nachdem er als bisheriger Erster Beigeordneter bereits drei Monate die Amtsgeschäfte geführt hatte. Da bei der Direktwahl am 26. Mai 2019 kein Wahlvorschlag eingereicht wurde, oblag die Neuwahl des Bürgermeisters gemäß rheinland-pfälzischer Gemeindeordnung dem Rat. Dieser entschied sich für Reusch. Bei der Direktwahl am 9. Juni 2024 wurde Reusch mit 88,6 % der Stimmen ohne Gegenkandidat in seinem Amt bestätigt.
Reuschs Vorgänger Gerhard Oberweis hatte das Amt von 2002 bis 2019 ausgeübt.

## Sehenswürdigkeiten

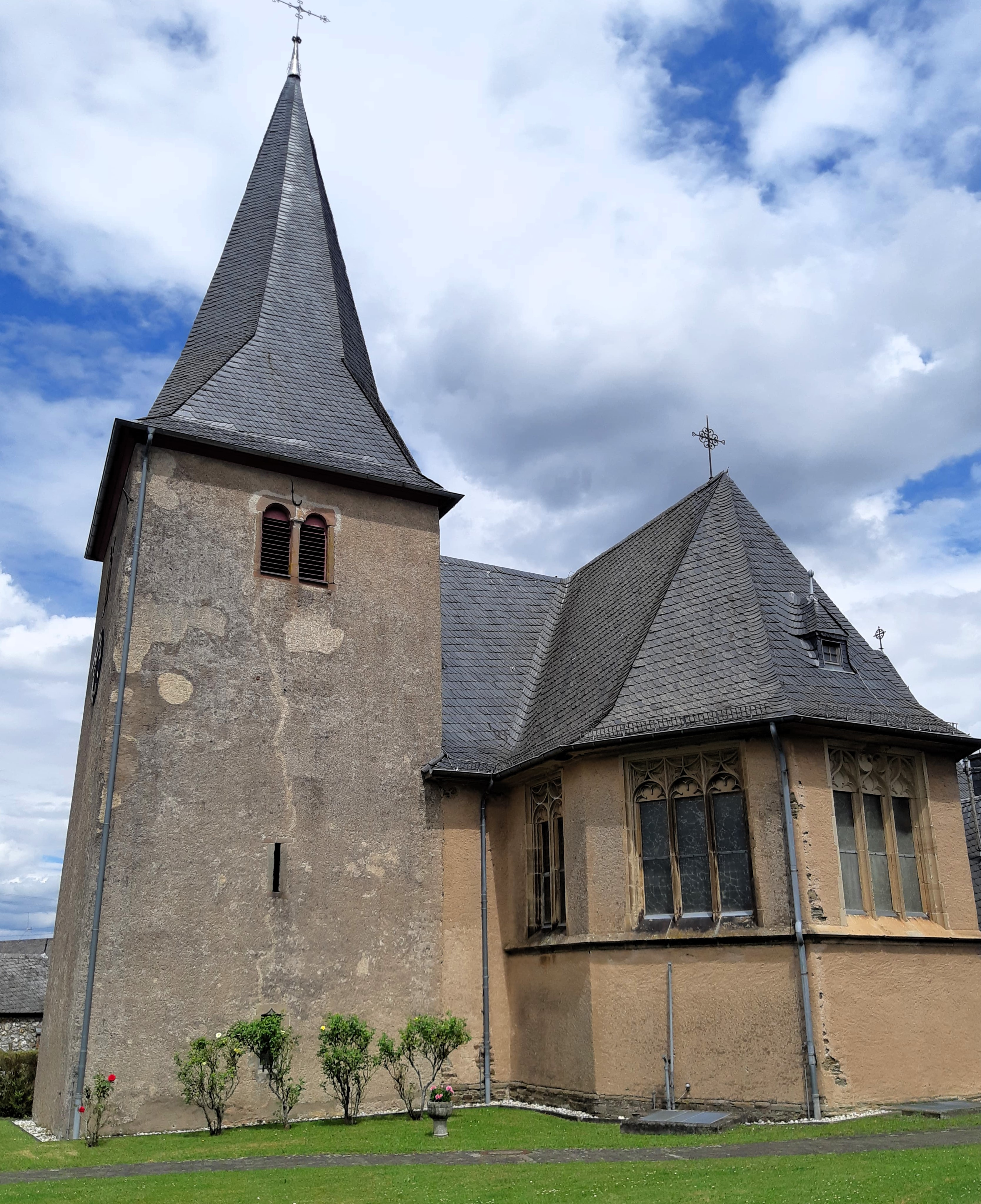
Jugendstilkirche Marie Geburt Berglicht

- Liste der Kulturdenkmäler in Berglicht
- Die Liste der Naturdenkmale in Berglicht enthält die Berger Wacken mit der Schinderhanneshöhle.